# District de Mattersburg
Mattersburg est un Bezirk (district) du Land autrichien de Burgenland.
Le district de Mattersburg est constitué des municipalités suivantes :
- Antau
- Bad Sauerbrunn
- Baumgarten
- Draßburg
- Forchtenstein
- Hirm
- Krensdorf
- Loipersbach im Burgenland
- Marz
- Mattersburg
- Neudörfl
- Pöttelsdorf
- Pöttsching
- Rohrbach bei Mattersburg
- Schattendorf
- Sieggraben
- Sigleß
- Wiesen
- Zemendorf-Stöttera